# 日本军
日本軍（日语：／ Nihon-gun、Nippon-gun */?），別稱皇軍、舊日本軍，中文常簡稱為日軍，是大日本帝國的武裝力量，包含日本陸軍與日本海軍。最高统帅为天皇，軍政事務分由陸軍省與海軍省掌理，兩者均為日本內閣機關，但不向首相負責；軍事指揮則分由陆军参谋本部、海军军令部負責。因20世紀初期各國空軍尚未發展成熟，日本军沒有獨立的空軍軍種，而是由陸軍及海軍擁有各自的空中武力部隊。
隨著日本在明治維新後成為亞洲首要的強權國家，日本軍成為當時亞洲各國中最強大的武裝力量。日本在第二次世界大戰戰敗後，日本軍解散，其地位由依據戰後憲法非屬正式軍事組織的自衛隊繼承。

## 名稱
日本軍另有「皇軍」（／ Kō-gun、Sumerami-ikusa，即天皇统领下的军队）、帝國陸海軍、大日本軍、官軍等稱呼。為與戰後的自衛隊區別，有時亦以舊日本軍、舊軍稱呼。

## 編制
日本的兩大軍種——陸軍和海軍是各自為政的，彼此擁有自己的軍事組織與空中武力。兩者之間亦長期存在軍種對立的情形。大體來說，日本的軍事組織可分為軍隊（如陸軍的軍、師團，海軍的鎮守府、艦隊等）、官衙（如陸軍省與海軍省）、學校、特務機關等四大類型。在政治關係中，陸軍的影響力較大，特別是當陸軍出身的東條英機成為內閣總理大臣後，使得陸軍更為囂張，間接造成了後來的珍珠港事件和太平洋戰爭的爆發。
- 天皇（最高指揮官兼大元帥）
  - 元帥府（由元帥組成，是天皇對軍事問題的最高顧問機關）
  - 軍事參議院（由元帥與高等軍官組成的合議制機關，為天皇提供軍事上的諮詢）
  - 大本營（戰爭與事變發生時設置的統帥機關）
  - 陸軍
    - 官衙：陸軍省、參謀本部、教育總監部、陸軍航空總監部、防衛總司令部 等
    - 軍隊：總軍、方面軍、軍、師團、集團、旅團、團、聯隊等
    - 學校：陸軍士官學校、陸軍大學校等

  - 海軍
    - 官衙：海軍省、軍令部、海軍艦政本部、海軍航空本部、海軍教育本部、水路部等
    - 軍隊：聯合艦隊、艦隊、鎮守府、海軍航空隊、海軍陸戰隊
    - 學校：海軍大學校、海軍兵學校、海軍機關學校、海軍經理學校等

  - 陸海軍共通之特務機關
    - 侍從武官府
    - 東宮武官
    - 皇族附武官
    - 駐在武官

※備註：粗體者為戰時特殊編制。

## 歷史沿革

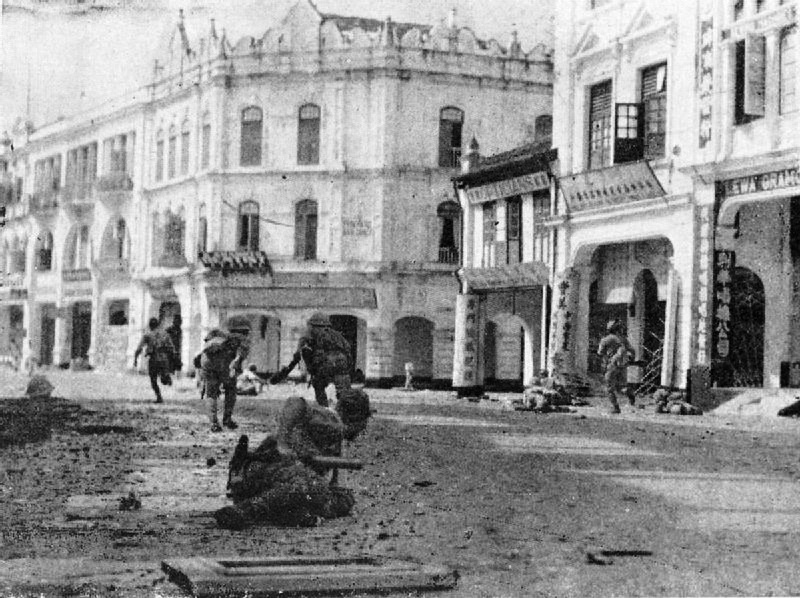
日軍进犯马来亚吉隆坡

日本軍起始於1868年鳥羽伏見之戰後組建的「御親兵」（近衛師團前身），直至1872年明治新政府實施鎮台制後，成為日本的武裝力量。在建軍初期，由於許多薩摩藩出身者組成了帝國海軍的骨幹，而陸軍的中樞將校群則有許多長州藩的人士，因此有「陸軍長州，海軍薩摩」（陸の長州、海の薩摩）的並稱。
1894年甲午战争后，日本將《马关条约》赔款投放於擴充军队。
1945年8月15日，第二次世界大戰軸心國日本向同盟國投降，日本軍解散。

## 战争罪行

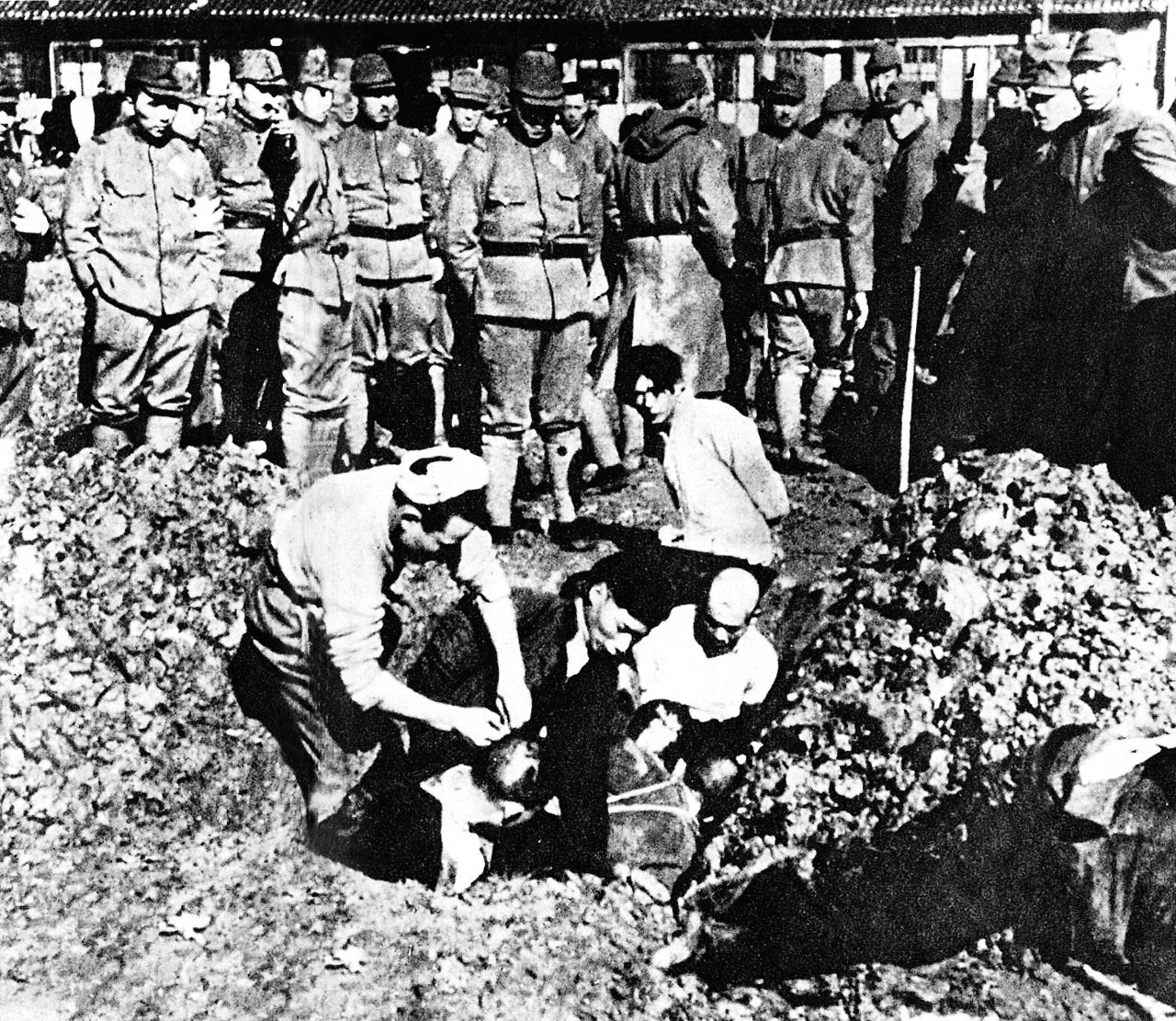
1937年南京大屠殺中，日軍強硬將中國平民押進坑中準備集體活埋

从中日甲午战争到第二次世界大战，日本军曾经在其亚洲占领地区（如中国、朝鲜半岛）犯下多次包括屠杀、强奸、抢劫等极为严重的战争罪行。代表性事件有：
- 1894年11月21日，中日甲午战争期间，日军攻陷旅顺，并对城内进行4天3夜的抢劫、屠杀和强奸，超过二万人遇害，屠杀过后全市仅剩三十六人被留下埋葬居民尸体，遇难者葬于白玉山东麓的安葬岗，今称“万忠墓”[2][3]。
- 1937年11月底至12月10日，日军的两名少尉向井敏明与野田毅进行杀人比赛，谁先砍下一百个中国战俘和/或平民的头颅谁就获胜，被称为「百人斩」。最终野田毅杀死105人，向井敏明杀死106人；因为无法确定谁先杀死100人，两人又举行谁先杀死150人为胜的比赛。
- 1937年12月13日，中国抗日战争期间，日军占领中华民国首都南京，对当地军民展开长达六周的屠杀，约30万人被杀害[4]。2014年2月27日，中华人民共和国第十二届全国人民代表大会常务委员会第七次会议通过决定，以立法形式将12月13日设立为南京大屠杀死难者国家公祭日。
- 除此以外日军在二战期间的东南亚占领区内也发动过多起屠杀，其殉难人数和凄惨程度亦不亚于中国内地，比如马尼拉大屠杀和马来亚华人大屠杀等等。